# Victor Odlum
Pour les articles homonymes, voir Odlum.
Victor Wentworth Odlum (21 octobre 1880–4 avril 1971) est un diplomate, soldat, journaliste et un homme politique canadien. Il est membre de l'élite politico-économique de Vancouver.
Il est également député provincial libéral de la circonscription britanno-colombienne de Vancouver City de 1924 à 1928.

## Biographie
Né à Cobourg en Ontario, Odlum, âgé de 6 ans, s'installe avec sa famille au Japon pendant quatre ans avant de s'établir à Vancouver en Colombie-Britannique en 1889.
À l'âge de 19 ans, il prend part à la guerre des Boers avec le Royal Canadian Regiment. Après son retour, il devient journaliste et éventuellement rédacteur en chef du Daily World. Quelques années plus tard, à 25 ans, il devient éditeur du The Vancouver Daily World (en).

## Première Guerre mondiale
Lors du déclenchement de la Première Guerre mondiale en 1914, Odlum reçoit le commandement du 7e bataillon de la 1re Division du Canada du Corps expéditionnaire canadien. Il est sous le commandement du lieutenant-colonel William Hart-McHarg.

### Seconde bataille d'Ypres
Le bataillon de Odlum se déplace sur la ligne de front en avril 1915 et subit les premières attaques de gaz sur le front de l'Ouest et annonçant l'amorce de la seconde bataille d'Ypres. Odlum fait preuve d'une bravoure personnelle durant cette bataille. Lors d'une mission de reconnaissance avec Hart-McHarg, les deux hommes se retrouve sous les tirs d'un groupe d'Allemands. Après s'être mis à l'abri dans un trou d'obus, il s'avère que Hart-McHarg était gravement blessé et nécessitait des soins médicaux d'urgence. Odlum quitte l'abri et zigzague à travers les tirs ennemis afin de trouver un médecin. Malgré le courage d'Odlum, Hart-McHarg décède et Odlum se retrouve promu du commandement du 7e bataillon et relevant du brigadier-général Arthur Currie. Presque simultanément, le bataillon d'Odlum est transféré à la 3e brigade du brigadier-général Richard Turner (en) et est transféré dans les alentours de Saint-Julien. Dès le lendemain, l'ensemble de la 3e brigade est la cible d'intense attaque. En dépit d'une âpre défense du bataillon, celui-ci se retrouve en grand besoin de renforts et de munitions. Malgré des appels de détresse sans retour adressé au quartier-général de Turner, un groupe de soldat, dont Joseph le frère d'Odlum, tente de réapprovisionner le bataillon. Néanmoins, se groupe se trouve frappé par un tir d'obus tuant bon nombre de soldat dont le frère d'Odlum. La brigade doit alors se retirer avant d'être complètement cerné par l'ennemie. En dépit de la situation précaire, la retraite d'Odlum est un succès compte tenu du peu de perte occassionnée.
Odlum est par la suite récompensé de l'Ordre du Service distingué avec la reconnaissance suivante: 
« Pour une capacité et une énergie remarquables. Il supervisa personnellement toutes les dispositions nécessaires à un bombardement effectué par son bataillon dans la nuit du 16 au 17 novembre 1915, près de Messines, et par son sang-froid et sa détermination contribua largement au succès de l'exploit.. »

### Suite de la guerre

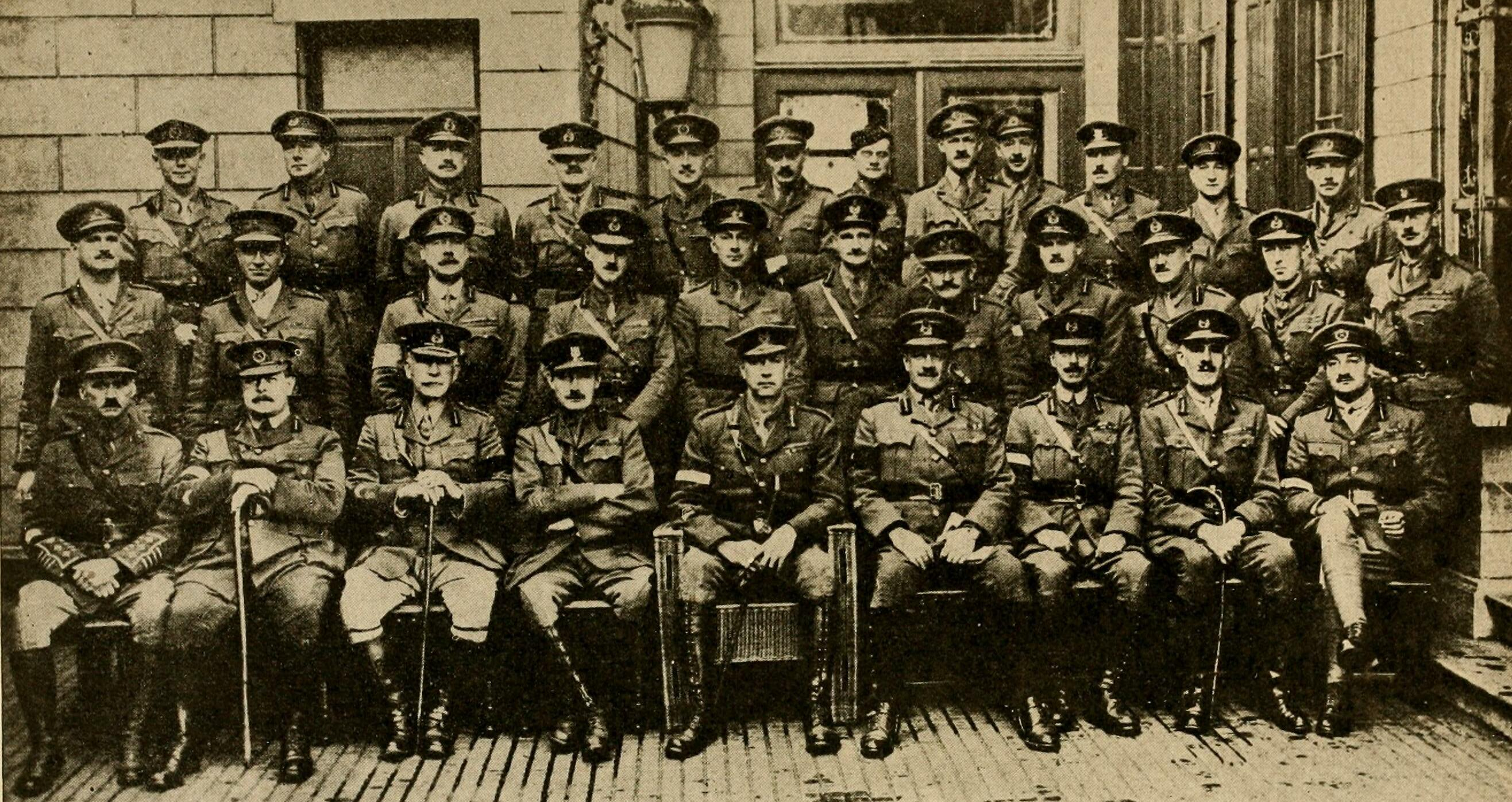
Lieutenant-général Sir Arthur Currie avec H. R. H. Prince Arthur de Connaught et d'autres officiers. Brigadier General Victor Odlum est debout au second rang, quatrième à partir de la gauche.

Les actes d'Odlum sous le feu ennemi sont notés par le général Arthur Currie et lui permet d'obtenir des promotions jusqu'à atteindre le rang de brigadier-général avant la fin du conflit. Il est régulièrement sur le front avec ses hommes, subissant personnellement plusieurs attaques avec le pistolet à la main et trois blessures durant la guerre. En raison de son caractère abstème, il insiste pour que ses troupes reçoivent une boisson non-alcoolique en substitut à la ration quotidienne de rhum. Ceci lui vaut les surnoms de « Pea Soup Odlum » et « Old Lime Juice ».
En 1917, Odlum et son collègue David Watson (en) viennent en aide à Arthur Currie qui fait face à des accusations de détournement de fonds en prêtant les fonds nécessaires afin de rembourser les sommes empruntées au régiment avant la guerre.

## Citoyen éminent de Vancouver
Après la guerre, Odlum retourne à Vancouver où il devient un important acteur financier en fondant la firme Odlum Brown avec le colonel Albert “Buster” Brown en 1923,. Avec certains soldat de l'ancien 7e bataillon, il contribue à la réalisation d'une plaque commémorant William Hart-McHarg, tué lors de la seconde bataille d'Ypres, et érigé dans la Christ Church de Vancouver. Après un passage à l'Assemblée législative de la Colombie-Britannique pendant un mandat, il retourne au journalisme et devient propriétaire du Vancouver Daily Star.
Face à la concurrence exercée par les autres médias, il n'hésite pas à exprimer agressivement ses opinions politiques, entre autres en matière de tempérance, en ayant recours au journalisme jaune afin de favoriser la circulation de son périodique. En 1924, son journal favorise le sentiment antichinois en suggérant qu'un jeune homme chinois employé par une famille aisée du quartier Shaughnessy (en) aurait assassiné une nourrice écossaise, Janet Smith (en), elle aussi employée par la famille. Bien que les preuves suggéraient que la nourrice avait été tuée lors d'une dispute avec l'un de ses employeurs, le journal d'Odlum suggère que le domestique chinois, Wong Foon Sing qui avait découvert le corps, était le coupable. Par la suite, Wong est kidnappé par des justiciers et torturés afin d'obtenir des aveux. À la suite de sa libération, il est à nouveau inculpé par la police, mais relâché faute de preuve contre lui.
Odlum est aussi un virulent anti-bolchévique et antisyndicaliste. Il ferme le Star afin de ne pas céder aux demandes de ses employés en matière de syndicalisation et lorsque ces derniers ont refusé une réduction de salaire. Durant les années 1930, il contribue à former des agents spéciaux chargés de briser un mouvement de grève dans les secteurs riverains de Vancouver.
Lors de la fondation de la Canadian Broadcasting Corporation en 1936, Odlum sert au conseil des gourveneurs jusqu'au déclenchement de la Seconde Guerre mondiale.

## De soldat à diplomate
Malgré son départ de l'armée en 1919 et sa démission de la milice en 1924, il maraude auprès du gouvernement afin d'obtenir une position dans l'Armée canadienne lors du déclenchement de la Seconde Guerre mondiale en 1939. Finalement, grâce aux efforts de son ami Ian Alistair Mackenzie, ministre du cabinet fédéral de William Lyon Mackenzie King, Odlum est promu parmi plusieurs officiers de la Force permanente (en), incluant Halfdan Hertzberg (en), au grade de major-général et commandant de la 2e Division d'infanterie canadienne. Cependant, Odlum se consacre surtout à des questions superflues comme les fanfares et les insignes militaires plutôt que de préparer ses forces à la guerre moderne. Le Field marshal Alan Brooke, Chief of the Imperial General Staff, considérait Odlum comme « général politique », ce qui l'incite à écrire au général Andrew McNaughton que Odlum était « trop vieux... trop prêt... pour adapter ses idées » à la guerre en cours.
Afin de l'exclure du commandement, Odlum est nommée haut-commissaire en Australie et exerce la fonction un premier terme de 1941 à 1942 et un second de 1942 à 1946. Il est aussi envoyé extraordinaire et ministre plénipotentiaire en Chine. En 1947, il devient le premier ambassadeur extraordinaire et plénipotentiaire en Turquie où il exerce la fonction jusqu'en 1952.

## Dernière année et famille
Odlum meurt à Vancouver en avril 1971 à l'âge de 90 ans. Lecteur prolifique, il donne une collection d'environ 10 000 livres à la bibliothèque de l'université de la Colombie-Britannique en 1963.
Son père, Edward Odlum (1850-1935), est un historien et soutien au courant anglo-israéliste. Une petite rue de Vancouver est nommée pour rappeler sa mémoire
Son fils, le major Victor C. E. Odlum étudie au Collège militaire royal du Canada à Kingston en Ontario en 1923. Il sert dans le corps royal canadien des ingénieurs durant la Seconde Guerre mondiale.